# Інтернування німецьких американців
Інтернування іноземців-резидентів Німеччини та німецько-американських громадян відбувалося в Сполучених Штатах під час Першої та Другої світових воєн . Під час Другої світової війни правовою основою для цього затримання була президентська прокламація 2526, прийнята президентом Франкліном Делано Рузвельтом відповідно до Закону про чужоземних ворогів . 
Зі вступом США в Першу світову війну після необмеженої підводної війни Німеччини громадян Німеччини автоматично класифікували як іноземців-супротивників . Два з чотирьох основних таборів для інтернованих часів Першої світової війни були розташовані в Хот-Спрінгс, штат Північна Кароліна, і Форт-Оглторп, штат Джорджія .  Генеральний прокурор А. Мітчелл Палмер писав, що «всі іноземці, інтерновані урядом, вважаються ворогами, і їхнє майно розглядається відповідно».
На час Другої світової війни у Сполучених Штатах проживала значна кількість етнічних німців. Станом на 1940 рік понад 1,2 мільйона жителів США були народжені в Німеччині, 5 мільйонів мали обох батьків німецького походження, а 6 мільйонів — одного з батьків німецького походження. Багато інших мали далеке німецьке коріння. Під час війни Сполучені Штати утримували щонайменше 11 000 етнічних німців, здебільшого громадян Німеччини, між 1940 і 1948 роками в двох спеціальних таборах у Форт-Дугласі, штат Юта, і Форт-Оглторп, штат Джорджія.[1][2] Уряд окремо розглядав справи громадян Німеччини, затримуючи відносно небагатьох у таборах для інтернованих, керованих Міністерством юстиції відповідно до Закону про чужоземних ворогів. У меншій мірі деякі етнічні німці, громадяни США, також були затримані після належного процесу як підозрювані. Аналогічно, невелика частка громадян Італії та італоамериканців була інтернована стосовно їх загальної чисельності в США. Сполучені Штати дозволили іммігрантам з Німеччини та Італії натуралізуватися, і багато хто скористався цією можливістю на той час.
На початку 21-го століття Конгрес розглядав законодавство щодо дослідження поводження з європейськими американцями під час Другої світової війни, але воно не було схвалено Палатою представників. Активісти та історики виявили певну несправедливість стосовно цих груп. На відміну від американців італійського та японського походження, інтерновані німецькі американці ніколи не отримували ані фінансової компенсації, ані офіційних вибачень за ті події.

## Перша світова війна

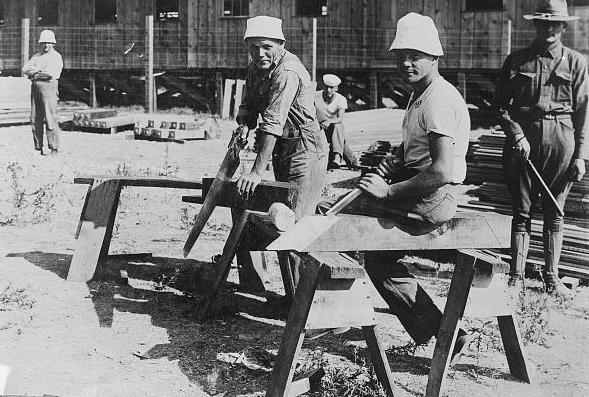
Німці будують бараки в таборі інтернованих під час Першої світової війни

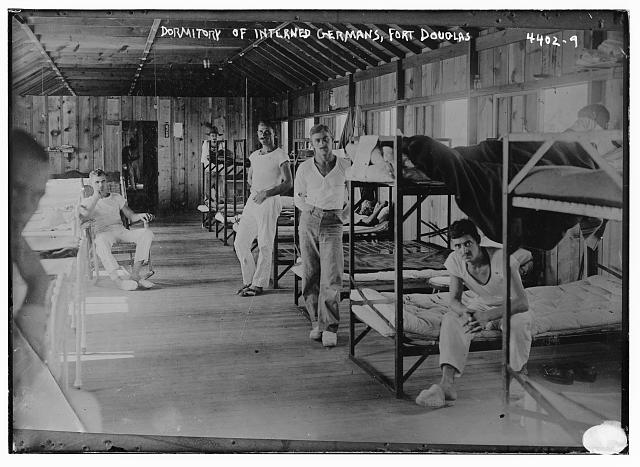
Кілька німців у таборі інтернованих у Форт-Дугласі під час Першої світової війни

### Цивільні інтерновані
6 квітня 1917 року та 16 листопада 1917 року президент Вудро Вільсон видав два набори постанов, що наклали обмеження на жителів Сполучених Штатів чоловічої статі німецького походження віком від 14 років. Правила були написані для включення вихідців з Німеччини, які стали громадянами інших країн, ніж США; усіх класифікували як інопланетян.  Близько 250 000 осіб цієї категорії повинні були зареєструватися в місцевому поштовому відділенні, постійно мати при собі реєстраційну картку та повідомляти про будь-яку зміну адреси чи роботи. 18 квітня 1918 року такі ж правила та вимоги до реєстрації були введені для жінок  Близько 6300 таких іноземців було заарештовано. Тисячі були допитані та розслідувані. Загалом 2048 (0,8%) було ув’язнено до кінця війни у двох таборах: Форт-Дуглас, штат Юта, для тих, хто на захід від Міссісіпі, і Форт-Оглторп, Джорджія, для тих, хто знаходиться на схід від Міссісіпі. 

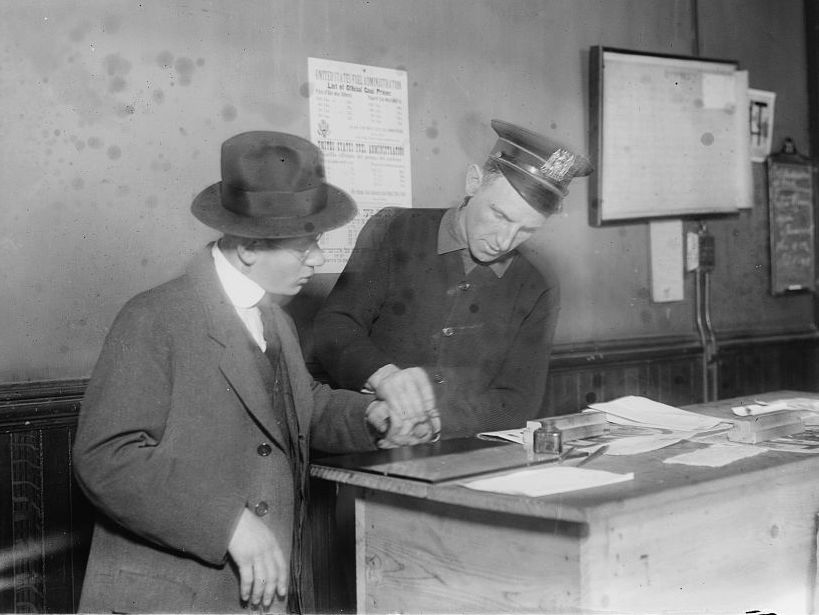
Офіцер поліції Нью-Йорка знімає відбитки пальців німця в 1917 році

Справи цих іноземців, незалежно від того, чи підлягали вони інтернуванню або розглядалися для інтернування, велися відділом реєстрації ворожих іноземців Департаменту юстиції. З грудня 1917 року цей відділ очолив Дж. Едгар Гувер, якому на той момент ще не було 23 років. 
Серед відомих інтернованих були єврейський генетик Річард Ґолдшмідт і 29 музикантів із Бостонського симфонічного оркестру (BSO).  Після фальшивого звинувачення недобросовісним редактором газети Джоном Р. Ратомом у свідомій відмові зіграти The Star Spangled Banner, диригент BSO, Карл Мук, також провів більше року інтернату у Форт-Оглторп, як і Ернст Кунвальд, музичний керівник симфонічного оркестру Цинциннаті.  Один інтернований описав пам’ятний концерт у їдальні, наповненій 2000 інтернованими, з почесними гостями, такими як їхні лікарі та урядові цензори на перших лавах, проти 100 музикантів. Під керівництвом Мака, писав він, « Ероіка кинулася на нас і понесла нас далеко, над війною, турботами та колючим дротом». 
Більшість інтернованих були умовно-достроково звільнені в червні 1919 року за наказом генерального прокурора А. Мітчелла Палмера. Інші залишалися під інтернуванням до березня та квітня 1920 року.

### Судна торгового флоту
До оголошення війни Німеччині, німецькі комерційні судна та їхні екіпажі не затримувалися. У січні 1917 року в портах материкової частини США було 54 таких судна та одне в Сан-Хуані, Пуерто-Ріко, які могли вільно виходити.[1] Після оголошення війни 1800 торгових моряків стали військовополоненими. 
Понад 2000 німецьких офіцерів і матросів були інтерновані в Хот-Спрінгс, штат Північна Кароліна, на території готелю Mountain Park. 

### Військові інтерновані
До вступу США у війну кілька кораблів Імперського флоту Німеччини стояли в портах США; чиновники наказали їм залишити місце протягом 24 годин або затримати. Спочатку до екіпажів ставилися як до затриманих іноземців, а потім як до військовополонених. У грудні 1914 року німецький канонерський човен «Корморан», який переслідував японський Імператорський флот, намагався взяти провіант і дозаправитися на Гуамі. Коли йому було відмовлено в тому, що він вимагав, командир погодився на інтернування як інопланетян, а не повернувся в море без достатньої кількості пального. Гармати корабля були виведені з ладу. Більшість екіпажу жила на борту, оскільки вільних приміщень не було. За кілька років ув'язнення німців їх кількість переважала морську піхоту США на Гуамі. Відносини були теплими, і медсестра ВМС США вийшла заміж за одного з офіцерів Корморана .
У результаті нападів підводних човнів на американські кораблі, що прямували до Європи, США розірвали дипломатичні відносини з Німеччиною 4 лютого 1917 року. Тоді офіційні особи США на Гуамі запровадили додаткові обмеження щодо німців: тих, хто перебрався в квартири на суші, змусили повернутися на корабель. Після оголошення США війни Німеччині у квітні 1917 року американці вимагали «негайної та безумовної здачі корабля та персоналу». Німецький капітан і його команда підірвали судно, що призвело до загибелі кількох німців. Шестеро загиблих, чиї тіла були знайдені, були поховані на військово-морському кладовищі США в Апре з повними військовими почестями. Вцілілі 353 німецьких військовослужбовці стали військовополоненими і 29 квітня були відправлені на материкову частину США. 
До ненімецьких членів екіпажу ставилися інакше. Четверо громадян Китаю почали працювати особистими прислугою в будинках заможних місцевих жителів. Інші 28 меланезійців з Німецької Нової Гвінеї були ув'язнені на Гуамі й не отримували пайків і щомісячної допомоги, які отримували інші військовополонені.  Екіпаж крейсера «Гайер» і супроводжуючого корабля постачання, які шукали притулку від Імператорського флоту Японії в Гонолулу в листопаді 1914 року, були аналогічно інтерновані, ставши військовополоненими, коли США вступили у війну. 
Кілька сотень людей на двох інших німецьких крейсерах, « Принц Ейтель Фрідріх» і «Кронпрінц Вільгельм», не бажаючи зіткнутися з неминучими знищеннями Королівським флотом в Атлантиці, кілька років жили на своїх кораблях у різних портах Вірджинії та часто насолоджувалися відпусткою на берег.  Врешті-решт їм дали смужку землі на Норфолкській військово-морській верфі, на якій вони могли побудувати житло. Вони побудували комплекс, відомий як «німецьке село», з пофарбованими однокімнатними будинками та огородженими дворами з брухту, завішеними вікнами, садами з квітами та овочами, а також сільською церквою, поліцейською станцією та кафе. подача безалкогольних напоїв. Вони рятували тварин з інших кораблів і вирощували в селі кіз і свиней, а також численних домашніх котів і собак.  1 жовтня 1916 року кораблі та їхній персонал було переміщено до військово-морської верфі Філадельфії разом із сільськими структурами , які знову стали відомі місцевим жителям як «німецьке село». У цьому більш безпечному місці на Військово-морській верфі за огорожею з колючого дроту затримані оголосили 2 лютого 1917 року Днем Червоного Хреста та вимагали пожертвувань для Німецького Червоного Хреста.  Коли німецько-американські відносини погіршилися навесні 1917 року, дев’ять моряків успішно уникли арешту, що спонукало міністра військово-морського флоту Джозефа Деніелса негайно вжити заходів щодо планів переведення інших 750 осіб до таборів у фортах Макферсон і форт Оглторп наприкінці березня 1917 року  де вони були ізольовані від цивільних затриманих.  Після оголошення США війни імперській Німеччині деяких членів екіпажу «Корморана» відправили до Макферсона, а інших утримували у Форт-Дугласі, штат Юта, на час війни.

## Друга світова війна
У переписі населення США 1940 року близько 1 237 000 осіб були ідентифіковані як німці; у 5 мільйонів осіб обоє батьків народилися в Німеччині; і 6 мільйонів осіб мали принаймні одного з батьків у Німеччині.  Німецьким іммігрантам не було заборонено ставати натуралізованими громадянами Сполучених Штатів, і багато хто це зробив. Велика кількість німецьких американців, які нещодавно були пов’язані з Німеччиною, і їхній політичний та економічний вплив вважалися причиною того, що вони позбулися масштабного переселення та інтернування. </link>
Невдовзі після японського удару по Перл-Харбору близько 1260 громадян Німеччини були затримані й заарештовані, оскільки за ними стежив уряд.  З 254 осіб не японського походження, виселених із прибережних районів, більшість були етнічними німцями.  Під час Другої світової війни громадян Німеччини та американців Німеччини в США затримували та/або виселяли з прибережних районів на індивідуальній основі. Хоча Військове відомство (нині Міністерство оборони) розглядало можливість масового виселення етнічних німців та етнічних італійців із районів східного чи західного узбережжя з міркувань військової безпеки, воно не виконало цього. Кількість залучених людей була б надзвичайною, щоб керувати. 
Загалом під час війни було інтерновано 11 507 осіб німецького походження, що становить 36,1% від загальної кількості інтернованих згідно з Програмою контролю за ворожими іноземцями Міністерства юстиції США. 

### Депортація німців з Латинської Америки
Крім того, США прийняли понад 4500 громадян Німеччини, депортованих з Латинської Америки, утримуючи їх у таборах Міністерства юстиції. У перші роки війни Федеральне бюро розслідувань склало список німців у п’ятнадцяти країнах Латинської Америки, яких воно підозрювало в підривній діяльності. Після нападу Японії на Перл-Харбор США вимагали депортації цих підозрюваних для утримання під вартою на території США.  Країни, які відповіли, видворили 4058 осіб.  Приблизно від 10% до 15% були членами нацистської партії, у тому числі близько дюжини вербувальників для NSDAP/AO, яка діяла як закордонне відділення нацистської партії. Лише восьмеро з них підозрювалися у шпигунстві. 
До таборів для інтернованих у США, в яких утримувалися німці з Латинської Америки, входили:  
 
Деяких інтернованих утримували аж до 1948 року. 

### Дослідження та огляд
З кінця 20-го століття ув’язнені з таборів Міністерства юстиції почали працювати, щоб отримати визнання своїх судів. Громадяни США, які належать до етнічних європейських груп (німців та італійців), яких під час війни вважали ворожими іноземцями, і деякі з цих іноземців стверджували, що їхні громадянські права були порушені, і вимагали відшкодування.
У 2005 році активісти створили організацію під назвою Німецько-американська інтернована коаліція, щоб пропагувати «інтернування, репатріацію та обмін цивільними особами німецької національності» під час Другої світової війни. Він вимагає від уряду США перевірки та визнання порушень громадянських прав .  </link>
Центр історії та культури TRACES, розташований у Сент-Полі, Міннесота, подорожує Сполученими Штатами в автобусі, щоб розповісти громадянам про поводження з іноземцями в США під час Другої світової війни. 
У 2001 році до Конгресу Сполучених Штатів було внесено закон про створення незалежної комісії для перегляду політики уряду щодо європейських ворожих етнічних груп під час війни. 3 серпня 2001 року сенатори Рассел Файнгольд (D-WI) і Чарльз Ґрасслі (R-IA) виступили спонсорами Закону про дослідження ставлення до європейських американців і біженців під час війни в Сенаті США, до якого приєдналися сенатори Тед Кеннеді (D-MA) і сенатор Джозеф Ліберман . Цей законопроект створив незалежну комісію для перегляду політики уряду США, спрямованої проти німецьких та італійських іноземців під час Другої світової війни в США та Латинській Америці. 
У 2007 році Сенат США прийняв Закон про дослідження поводження під час війни, який розглядатиме поводження з етнічними групами, які стали мішенню уряду США під час Другої світової війни. Сенатор від Алабами Джефф Сешнс виступив проти цього, посилаючись на істориків з Меморіального музею Голокосту США, які назвали це перебільшеною відповіддю на поводження з ворожими інопланетянами.  У 2009 році судовий підкомітет Палати представників з питань імміграції, громадянства, біженців, безпеки кордонів і міжнародного права прийняв Закон про дослідження поводження під час війни 9 голосами проти 1  але він не був проголосований повним залом і не стати законом.

## Дивіться також
- Американська пропаганда під час Другої світової війни
- Антинімецькі настрої
- Арізона під час Другої світової війни
- Німецькі військовополонені в США
- Історія внутрішньої безпеки в США
- Італоамериканське інтернування
- Італо-канадське інтернування
- Японо-американське інтернування
- японсько-канадське інтернування
- Список таборів для військовополонених Другої світової війни в США
- Українське австрійське інтернування
- Українсько-канадське інтернування

### Перша світова війна
- Чарльз Бердік, Розчарований рейдер: історія німецького крейсера Корморан у Першій світовій війні (Карбондейл, Іллінойс: Southern Illinois University Press, 1979)
- Gerald H. Davis, "Oglesdorf': A World War Internration Camp in America," Yearbook of German-American Studies, v. 26 (1991), 249–65
- Вільям Б. Глідден, «Табори інтернованих в Америці, 1917–1920», « Військові справи », v. 37 (1979), 137–41
- Пол Халперн, Військово-морська історія Першої світової війни (1994)
- Арнольд Краммер, Неправомірний процес: Нерозказана історія американських німецьких інтернованих прибульців (Нью-Йорк: Роуман і Літлфілд, 1997),ISBN 0-8476-8518-7
- Рубен А. Льюїс, «Як Сполучені Штати піклуються про німецьких в’язнів», у журналі Munsey's Magazine, v. 64 (червень–вересень 1918), 137ff. , Google books, доступ 2 квітня 2011 р
- Йорг Наглер, «Жертви тилу: ворожі інопланетяни у Сполучених Штатах під час Першої світової війни», у Panakos Panayi, ред. , Меншини під час війни: національні та расові групи в Європі, Північній Америці та Австралії під час двох світових воєн (1993)
- Erich Posselt, "Prisoner of War No. 3598 [Fort Oglethorpe]," в American Mercury, May–August 1927, 313–23, Google books, доступ 2 квітня 2011 р.
- Пауль Шмаленбах, Німецькі рейдери: історія допоміжних крейсерів німецького флоту, 1895–1945 рр. (Аннаполіс, MD: Naval Institute Press, 1979)

### Друга світова війна
- Джон Крістгау, «Вороги»: інтернування інопланетян у Другій світовій війні (Ames, IA: Iowa State University Press, 1985),ISBN 0-595-17915-0
- Кімберлі Е. Контаг і Джеймс А. Грабовська, Де хмари зустрічаються з водою (Inkwater Press, 2004),ISBN 1-59299-073-8 . Подорож німецького еквадорського вдівця Ернста Контага та його чотирьох дітей із дому в південноамериканських Андах до нацистської Німеччини в 1942 році.
- Джон Джоел Каллі, «Неприємна присутність: інтернування німецьких моряків у Нью-Мексико під час Другої світової війни» в Пролог: Щоквартальник Національного управління архівів і документації, v. 28 (1996), 279–295
- Хайді Гурке Дональд, Ми не були ворогом: пам’ять про латиноамериканську програму інтернування громадян США під час Другої світової війни (iUniverse, 2007),ISBN 0-595-39333-0
- Стівен Фокс, Fear Itself: Inside the FBI Roundup of German Americans during World War II: The Past as Prologue (iUniverse, 2005),ISBN 978-0-595-35168-8
- Timothy J. Holian, The German Americans and WW II: An Ethnic Experience (NY: Peter Lang Publishing, 1996),ISBN 0-8204-4040-X
- Артур Д. Джейкобс, Тюрма під назвою Гогенасперг: американський хлопчик, зраджений урядом під час Другої світової війни (Паркленд, Флорида: Universal Publishers, 1999),ISBN 1-58112-832-0
- Національний архів: «Короткий огляд програми боротьби з інопланетянами, які виступали під час Другої світової війни», доступ 19 січня 2010 р.
- New York Times : Jerre Mangione, «America's Other Internment», 19 травня 1978 року, доступ 20 січня 2010 року. Мангіоне був спеціальним помічником комісара США з імміграції та натуралізації з 1942 по 1948 рік.
- Джон Ерік Шмітц, «Вороги серед нас: переселення, інтернування та репатріація німецьких, італійських та японських американців під час Другої світової війни» Ph.D. Дисертація, Американський університет 2007
- Джон Е. Шміц, Вороги серед нас: переселення, інтернування та репатріація німецьких, італійських і японських американців під час Другої світової війни, University of Nebraska Press, 2021
- Палата представників США, Комітет з питань юстиції: «Слухання: поводження з латиноамериканцями японського походження, європейськими американцями та єврейськими біженцями під час Другої світової війни», 19 березня 2009 р., доступ 19 січня 2010 р.

### Загальний
- Дон Х. Тольцманн, ред. , Німецько-американці у світових війнах, 5 томів. (Нью-Провіденс, Нью-Джерсі: KG Saur, 1995–1998),ISBN 3-598-21530-4
  - т. 1: Антинімецька істерія Першої світової війни
  - т. 2: Досвід Першої світової війни
  - т. 3: Дослідження німецько-американського досвіду Першої світової війни
  - т. 4: Досвід Другої світової війни: інтернування німецько-американців
    - розділ 1: Від підозри до інтернування: політика уряду США щодо американців німецького походження, 1939–1948 рр.
    - розділ 2: Урядова підготовка та здійснення репатріації німецько-американських громадян, 1943–1948 рр.
    - розділ 3: Газети німецько-американських таборів: погляд інтернованих на життя в інтернованих

  - т. 5: Германофобія в США: антинімецька істерія та настрої світових війн. Доповнення та покажчик.

## Зовнішні посилання
- Фотографії німецького села, верф Норфолка, Вірджинія
- WORLD WAR II INTERNMENT CAMPS
- Німецько-американська коаліція інтернованих – сайт містить детальну історію, карти, усні розповіді та зовнішні посилання
- Німецько-американські інтерновані в Сполучених Штатах під час Другої світової війни, Карен Е. Ебель
- ФБР «Сховище» – розсекречені матеріали ФБР щодо «Утримання під вартою»
- « Німецькі та італійські затримані », Алан Розенфельд, Енциклопедія Densho